# Hernán Aguilar
Hernán Aguilar és un director i productor de cinema argentí conegut per dirigir el llargmetratge Madraza (2017)

## Vida i carrera
Aguilar va néixer en Buenos Aires, Argentina el 1975. Va ser al col·legi escocès San Andrés on va acabar la seva educació primària i secundària. Va estudiar Economia empresarial a la Universitat Torcuato Di Tella i després va decidir canviar de carrera per a estudiar cinema.
Va dirigir per primera vegada en el seu curt Cachorros, una pel·lícula filmada en cel·luloide, S16mm blanc i negre, protagonitzada per un noi de 9 anys i un gos en el camp. Aguilar va viatjar als Estats Units per a acabar els seus estudis a la UCLA on es va concentrar en Direcció de Fotografia i posteriorment va fer un any avocat a Guió per a Cinema.
Aguilar va escriure, va dirigir i va produir la pel·lícula Madraza, una comèdia negra amb acció sobre un mestressa de casa que es transforma en sicària. Madraza va ser comprada per la Walt Disney Company i distribuïda per Buena Vista Internacional, la qual cosa és inusual per a un jove director.

## Filmografia
- Madraza (2017)

## Nominacions i premis
- 2006 Premi Ariel al millor muntatge pel llargmetratge 7 días[3]
- Premi Blood Window al L Festival Internacional de Cinema Fantàstic de Catalunya per Madraza[4]